# ショーン・パーネル
ショーン・R・パーネル（英語: Sean R. Parnell、1962年11月19日 - ）は、アメリカ合衆国の政治家。2010年より2014年まで12代目アラスカ州知事を務めた。2009年7月26日にサラ・ペイリン知事の辞職に伴い昇格した。副知事から昇格した初のアラスカ州知事である。特定の宗派に属さないキリスト教徒。

## 生い立ち
1962年11月19日にカリフォルニア州ハンフォードに、ケビン・パトリック・“パット”（1937年9月16日生まれ）とテルマ・キャロル・パーネル（旧姓リーブハー）の子として誕生する。アメリカ陸軍にいた1950年代後半、アンカレジ郊外のエルメンドルフ空軍基地にいたことのある父のパットは、1973年に家族を引き連れてアラスカ州に移住し、アンカレッジに居を定めた。父は交通量の多いアンカレジ中心部のスワード・ハイウェイ沿いに写真の複写店を開業。母のテルマ・キャロルはバートレット高校とイースト・アンカレジ高校（近所にあった）に勤めた。ショーンも1980年にイースト・アンカレジ高校を卒業した。ショーンにはシェーン（Schöen）という弟がいる。
その後、1984年にパシフィック・ルーテラン大学で経営学士号を、1987年にピュージェットサウンド大学ロー・スクール（現在のシアトル大学ロー・スクール）で法学士号を取得した。

## 州議員時代
1992年、パーネルはアラスカ下院議員に選出された。下院では二期務め、財政委員会委員になった。1996年には上院議員に立候補し、当選。上院ではエネルギー諮問委員会委員と財政委員会委員長を担った。

## ロビイスト時代
パーネルが州の上院を去ったのは、石油会社コノコフィリップスのアラスカ州政府担当理事に就くためであった。2005年にはパットン・ボッグスのロビー事務所に入り、大規模な原油・天然ガス開発計画に対して州政府や連邦政府が設けている規制をクライアントに説明した。このパットン・ボッグスはエクソン・ヴァルディーズ号原油流出事故で、エクソン・モービルの代理人となったことがある。2005年4月にはワシントニアン誌とダラス・モーニング・ニュース紙が、最も収入の多いロビイスト団体と報じた。2006年10月3日、パーネルはノーススロープ・ガス田の商業化に向けた問題についてサラ・ペイリン州知事に助言するため、2年も経たないうちにパットン・ボッグスのもとを離れた。

## 副知事時代
2005年のアラスカ州知事選挙で、パーネルは共和党の予備選に副知事候補として名乗りを上げた。本選挙では、サラ・ペイリンの相棒になって（アラスカ州では予備選後に知事候補と副知事候補がタッグを組む）当選した。

## 2008年の連邦下院議員選
2008年8月26日の共和党予備選に向けて、パーネルは3月14日、18期連邦下院議員を務める大物のドン・ヤングに攻勢をかける選挙戦を始めた。パーネルの父は1980年にヤングの対抗馬として民主党から立候補していたが、結果はヤングの大勝で、73%という得票率は2002年まで破られることがなかった。
サラ・ペイリン州知事、『ナショナル・レビュー』誌、紐つき予算の廃止を唱えるクラブ・フォア・グロスがパーネル支持を表明した。両候補の差はわずかで、選挙後ただちに勝者は分からなかったが、9月18日にようやく、ヤングが304票差で勝利したという結果が発表された。パーネルは票を再集計しても、ヤングの勝ちを覆せる見込みは薄いと述べた。

## アラスカ州知事時代

### 昇格の経緯
2009年7月26日、任期を半分ばかり残してサラ・ペイリン知事が辞職した。この結果、州憲法の規定により、パーネルがペイリンの後を継いで第12代知事（10人目）に就任した。副知事には州軍事・退役軍人局長のクレイグ・キャンベルが抜擢された。2人は7月26日、アラスカ州最高裁判所でダニエル・E・ウィンフリー陪席判事のもと就任の宣誓を行った。

### 2010年の州知事選
2010年、パーネルは州知事に立候補した。予備選では閣僚やウォルター・ヒッケル元知事の補佐官を務めたビル・ウォーカーと、元州下院議員のラルフ・サミュエルズと対決した。選挙戦では天然ガスパイプラインの敷設問題を取り上げたウォーカーが優勢とみられたが、サミュエルズとウォーカーが反パーネル票を割ってしまったため、パーネルが党の候補に指名された。本選挙は、元下院多数党院内総務で2008年の連邦下院議員選にも立候補したイーサン・ベルコウィッツとの戦いになった。共和党の副知事候補は、8月の予備選でミード・トレッドウェルに決まっていた。ベルコウィッツと2006年の連邦下院議員選に立候補したダイアン・ベンソンにはウォーカーが支持を表明し、民主党支持者からもっともしっかりした綱領を持っていると賞賛されたが、結局パーネルとトレッドウェルが10ポイント以上の差をつけて2人を下した。